# José Ángel Gómez Marchante
José Ángel Gómez Marchante (San Sebastián de los Reyes, 30 maggio 1980) è un ex ciclista su strada spagnolo.
Professionista dal 2004 al 2010, vinse una edizione della Vuelta al País Vasco.

## Carriera
Inizia a correre nel 1988 con la CC. Alcobendas. Il suo debutto come professionista avviene nel 2004, nella squadra Costa de Almería-Paternina. Durante il suo primo anno come professionista finisce ottavo nella classifica generale della Vuelta a España. Si trasferisce dunque alla Saunier Duval-Prodir, con la quale durante il Giro del Delfinato 2005 arriva secondo nella tappa del Mont Ventoux alle spalle di Aleksandr Vinokurov, piazzandosi in settima posizione in classifica generale.
Nel 2006 conquista la classifica finale della Vuelta al País Vasco, anche grazie ad una grande prova nella cronometro dell'ultimo giorno. Nello stesso anno riesce a piazzarsi quinto nella classifica generale della Vuelta a España, distaccato di 6'51" dal vincitore Aleksandr Vinokurov.
Nel 2007 conquista la Subida a Urkiola. Al termine della stagione 2008 lascia la Scott (così ridenominata dopo l'addio della Saunier Duval dalla sponsorizzazione) per trasferirsi alla Cervélo TestTeam. Nuovo trasferimento al termine del 2009, col passaggio all'Andalucía-Cajasur, che lascia a fine 2010.

## Palmarès
- 2003

6ª tappa Circuito Montañés
- 2004

2ª tappa Grande Prémio Internacional CTT Correios de Portugal
- 2006

6ª tappa Vuelta al País Vasco
Classifica generale Vuelta al País Vasco
- 2007

Subida a Urkiola

## Piazzamenti

### Grandi Giri
- Tour de France

2005: ritirato (9ª tappa)
2006: ritirato (17ª tappa)
2009: ritirato (17ª tappa)
- Vuelta a España

2004: 8º
2006: 5º
2007: 40º
2009: 22º
2010: 80º